# Скага-фьорд
Скага-фьорд (исл. Skagafjörður) — фьорд на севере Исландии.

## География
Скага-фьорд является частью Гренландского моря и находится между полуостровами Скаги (Skagi, именуется также Скагахейди, Skagaheiði) и Трёдласкаги. Длина фьорда составляет порядка 40 километров.
В Скага-фьорд впадает двумя рукавами текущая с высокогорья река Хьерадсвётн. В акватории фьорда лежат острова Лундей, Драунгей и Маулмей.

## Население
На берегах Скага-фьорда находятся две общины: Скагафьордюр и Акрахреппюр.
Крупнейшим населённым пунктом региона является город Сёйдауркроукюр (около 2600 жителей). Суммарное население деревень Хоулар (Hólar), Вармахлид (Varmahlíð) и Хофсоус (Hofsós) составляет порядка 400 человек.